# Abdusamat Taimetov
Abdusamat Taimetovich Taimetov (en ruso: Абдусамат Тайметович Тайметов, en uzbeko: Abdusamat Toymetov; 27 de diciembre de 1908jul./ 9 de enero de 1909greg. - 8 de julio de 1981) fue un aviador militar soviético de etnia uzbeka (el primer aviador de esta nacionalidad). Graduado en la Escuela de Aviación de Balashov, voló una amplia variedad de aeronaves, transportando correo y pasajeros como parte de la flota aérea civil durante tiempos de paz y realizando misiones militares de carga durante la Segunda Guerra Mundial.

## Biografía

### Infancia y juventud
Abdusamat Taimetov nació el 9 de enero de 1909 en la pequeña localidad rural de Chernak en el óblast de Sir Daria del Turquestán ruso (Imperio ruso) en el seno de una familia uzbeka muy pobre. Su madre murió en 1911 y su padre en 1914, por lo que él y sus hermanos vivieron con su primo Baymet. En 1919 ingresó en una escuela administrada por los soviéticos mientras aún asistía a un maktab por las noches. En 1922, se inscribió en el Komsomol, por lo que él y sus hermanos participaron en campañas para eliminar el analfabetismo. Mientras se colectivizaban las granjas en 1927 y 1928, se convirtió en secretario del consejo de la aldea, ya que, como graduado de la escuela primaria, tenía una cierta educación en ese momento.
En 1929 estudió agroquímica en Taskent durante tres meses, después regresó a su localidad natal de Chernak para trabajar en la reducción de plagas en las plantaciones de algodón. Al año siguiente ingresó en una escuela industrial en Tashkent, pero mientras era estudiante en el verano de 1932, él y otros 100 miembros del Komsomol de la escuela fueron movilizados y enviados a la República Socialista Soviética de Tayikistán para combatir los movimientos insurgentes.

### Carrera de preguerra en la aviación
Al ser un miembro del Komsomol, en 1932 fue admitido en un club de vuelo de la asociación paramilitar OSOAVIAJIM (Unión de Sociedades de Asistencia para la Defensa, la Aviación y la Construcción Química de la URSS), donde entrenaba por las tardes, después de asistir a la escuela industrial durante el día. En 1933 fue amonestado y amenazado de arresto por haber practicado el vuelo sin motor en lugar de ir a trabajar a la fábrica, pero todo se quedó en una simple advertencia. Más tarde ese mismo año fue admitido en la Escuela de Aviación de Balashov, donde de más de 2000 cadetes que tenía la academia él era el único uzbeko.
Como no dominaba completamente el ruso, su segundo idioma, a veces le costaba entender el material, especialmente los nombres de todas las partes de la aeronave, pero después de lograr un entrenamiento teórico, voló bajo el mando del instructor de vuelo Konstantín Kartashov, un ruso que había nacido en Dzhambul (Kazajistán) y, por lo tanto, hablaba uzbeko con fluidez. Entre 1935 y 1941, después de graduarse en la escuela, trabajó en la flota aérea civil. Entre 1936 y 1937, estuvo destinado en un club de vuelo como instructor, donde entrenó a nuevos aviadores, incluidas las primeras mujeres paracaidistas uzbekas. Su futura esposa, Bibinis Baltabaeva, fue una de estas paracaidistas. Además de capacitar a nuevos pilotos, realizó vuelos regionales a las repúblicas soviéticas de Kirguistán, Tayikistán, Turkmenistán y Kazajistán, donde participó en el establecimiento de nuevos aeródromos y rutas de correo. Para 1940 se había familiarizado con el pilotaje de una amplia variedad de tipos de aviones, incluido el Po-2, R-5, PR-5 (versión de reconocimiento del R-5), G-2, ANT-9, Stal-3, Yak-12, y el UT-2.

### Segunda Guerra Mundial
Poco después del inicio de la invasión alemana de la Unión Soviética, solicitó que lo enviaran al frente, pero inicialmente el Alto Mando rechazó su solicitud y lo retuvo como instructor de vuelo. Entre 1941 y 1942 entrenó a 71 pilotos, para entonces ya dominaba el pilotaje de una nueva variante del avión de transporte Lisunov Li-2. Por lo que en febrero de 1944, fue enviado al frente a petición suya y asignado a la 10.ª División de Aviación de la Guardia. Ese año voló 109 misiones de combate nocturnas entregando carga a tropas y partisanos, así como realizando misiones de reconocimiento.
Como piloto al mando, su tripulación estaba formada por el copiloto Piotr Gordienko, el navegante Nikolái Smirnov, el ingeniero de vuelo Nikolái Diomin y el operador de radio Mijaíl Malinkin. El 1 de enero de 1945 fue reasignado al 19.º Regimiento de Aviación Civil de Propósitos Especiales, en el que realizó misiones en Polonia para brindar asistencia a los partisanos al mando del líder partisano y posteriormente político comunista Siarhei Prytytski. Por su valor al realizar estas misiones en la retaguardia del enemigo fue galardonado con las condecoraciones soviéticas Orden de la Guerra Patria, Orden de la Bandera Roja y con la condecoración polaca Orden Virtuti Militari.
El 9 de mayo de 1945 fue el encargado de trasladar el instrumento alemán de rendición y el estandarte de la victoria a Moscú.

### Posguerra
Una vez que terminó la guerra, se retiró del ejército y volvió a volar en la Flota Aérea Civil, se convirtió en el comandante del 161.º escuadrón antes de convertirse en el jefe del aeropuerto de Tashkent. A los 56 años se graduó en la Facultad de Derecho de la Universidad Estatal de Tashkent, después trabajó como principal asesor legal de la Administración de Aviación Civil de Uzbekistán. Murió el 8 de julio de 1981 en Tashkent.

## Condecoraciones
|  | Orden de Lenin                                                                                  |
|  | Orden de la Bandera Roja                                                                        |
|  | Orden de la Guerra Patria de 1.er grado                                                         |
|  | Medalla por el Servicio de Combate                                                              |
|  | Medalla al Partisano de la Guerra Patria de 1.er grado                                          |
|  | Medalla Conmemorativa por el Centenario del Natalicio de Lenin (1969)                           |
|  | Medalla por la Victoria sobre Alemania en la Gran Guerra Patria 1941-1945 (1945)                |
|  | Medalla Conmemorativa del 20.º Aniversario de la Victoria en la Gran Guerra Patria de 1941-1945 |
|  | Cruz de comandante de la Orden Virtuti Militari (República Popular de Polonia)                  |